# Croixanvec
Croixanvec (bretonisch: Kroeshañveg) ist eine ehemalige französische Gemeinde mit 181 Einwohnern (Stand 1. Januar 2022) im Département Morbihan in der Region Bretagne.
Der Erlass vom 7. Oktober 2021 legte mit Wirkung zum 1. Januar 2022 die Eingliederung von Croixanvec zusammen mit der früheren Gemeinde Saint-Gérand zur neuen Commune nouvelle Saint-Gérand-Croixanvec fest. Die früheren Gemeinden besitzen fortan den Status von Communes déléguées.

## Geographie
Croixanvec liegt im Norden des Départements Morbihan an der Grenze zum Département Côtes-d’Armor und gehört zum Pays de Pontivy.
Umgeben wird Croixanvec von den drei Nachbargemeinden und der Commune déléguée:
|          | Hémonstoir (Côtes-d’Armor)                  |               |
| Kergrist | Kompassrose, die auf Nachbargemeinden zeigt | Saint-Gonnery |
|          | Saint-Gérand Commune déléguée               |               |

## Bevölkerungsentwicklung
Bei der ersten Volkszählung in Frankreich im Jahre 1793 hatte der Ort 309 Einwohner. Bis zu Beginn des 19. Jahrhunderts stieg die Bevölkerung zeitweise auf über 400 an, um bis zu den 1980er Jahren, auf etwa 145 zurückzugehen. In den folgenden Jahren konnte sich die Zahl der Einwohner auf über 160 stabilisieren.
| Jahr      | 1962 | 1968 | 1975 | 1982 | 1990 | 1999 | 2006 | 2013 | 2022 |
| --------- | ---- | ---- | ---- | ---- | ---- | ---- | ---- | ---- | ---- |
| Einwohner | 222  | 181  | 152  | 143  | 154  | 164  | 155  | 157  | 181  |

## Geschichte
Die Gemeinde gehört historisch zum bretonischen Gebiet Vannetais und dort zum historischen Gebiet des Pays de Pontivy (Bretonisch: Bro Pondi) und teilt dessen Geschichte. Von 1793 bis zu dessen Auflösung 1801 gehörte Croixanvec zum Kanton Noyal. Seitdem ist der Ort dem Kanton Pontivy zugeteilt.

## Sehenswürdigkeiten
- Kirche Saint-Jean-Baptiste (auch Saint-Samson et Saint-Maurice) aus dem 18. Jahrhundert
- Rigole d'Hilvern (Regenwasser-Sickerkanal) von 1824 bis 1834
- Haus in Le Guer aus dem 17. Jahrhundert
- Kalvarienberg auf dem Friedhof
- Lourdes-Grotte an der Straße nach Crano
- ehemaliges Bahnwärterhäuschen Maison de Garde-Barrière aus dem 19. Jahrhundert in Le Bas-Crano

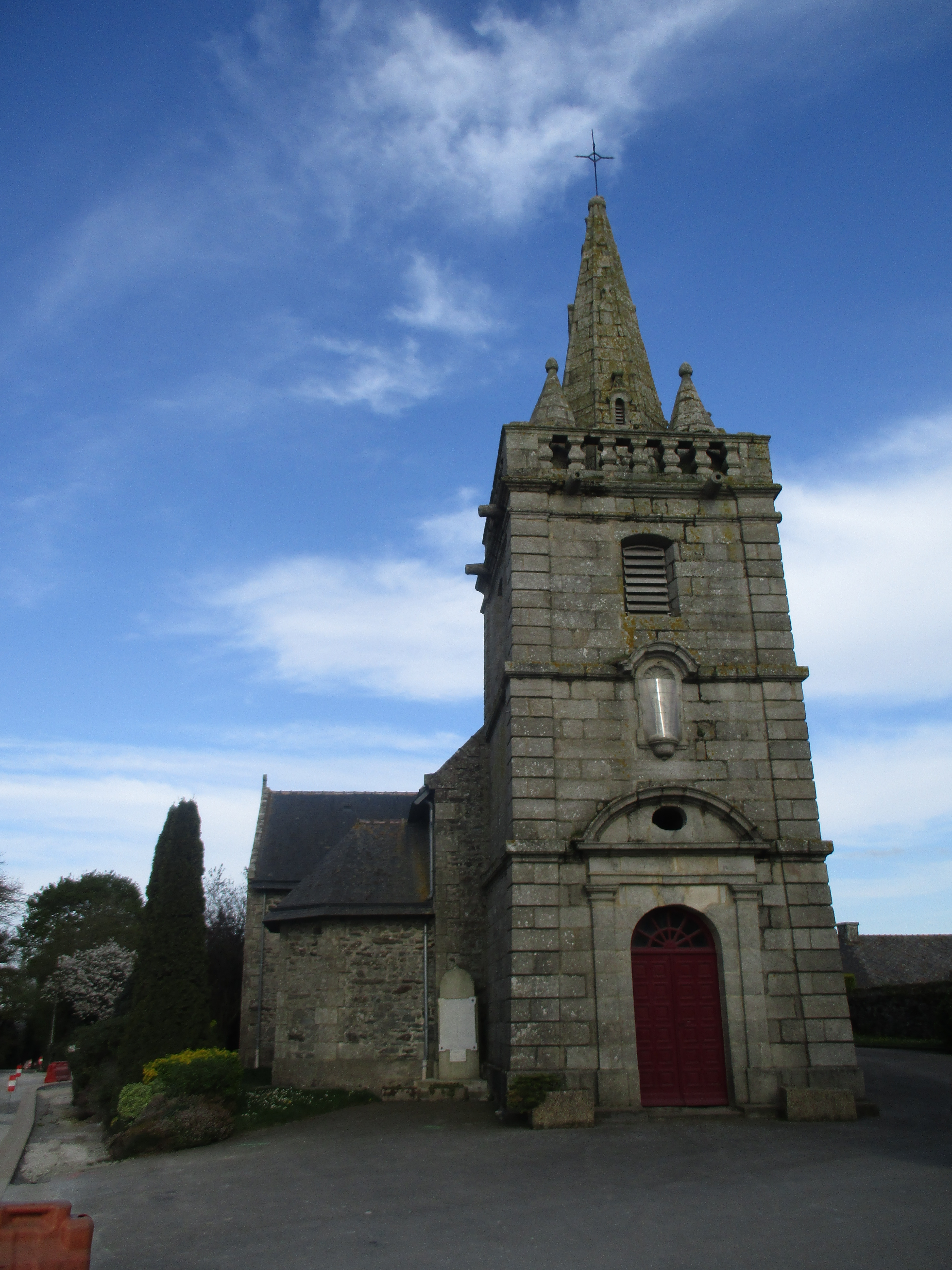
Kirche Saint-Jean-Baptiste

Quelle: